# Vespa mandarinia

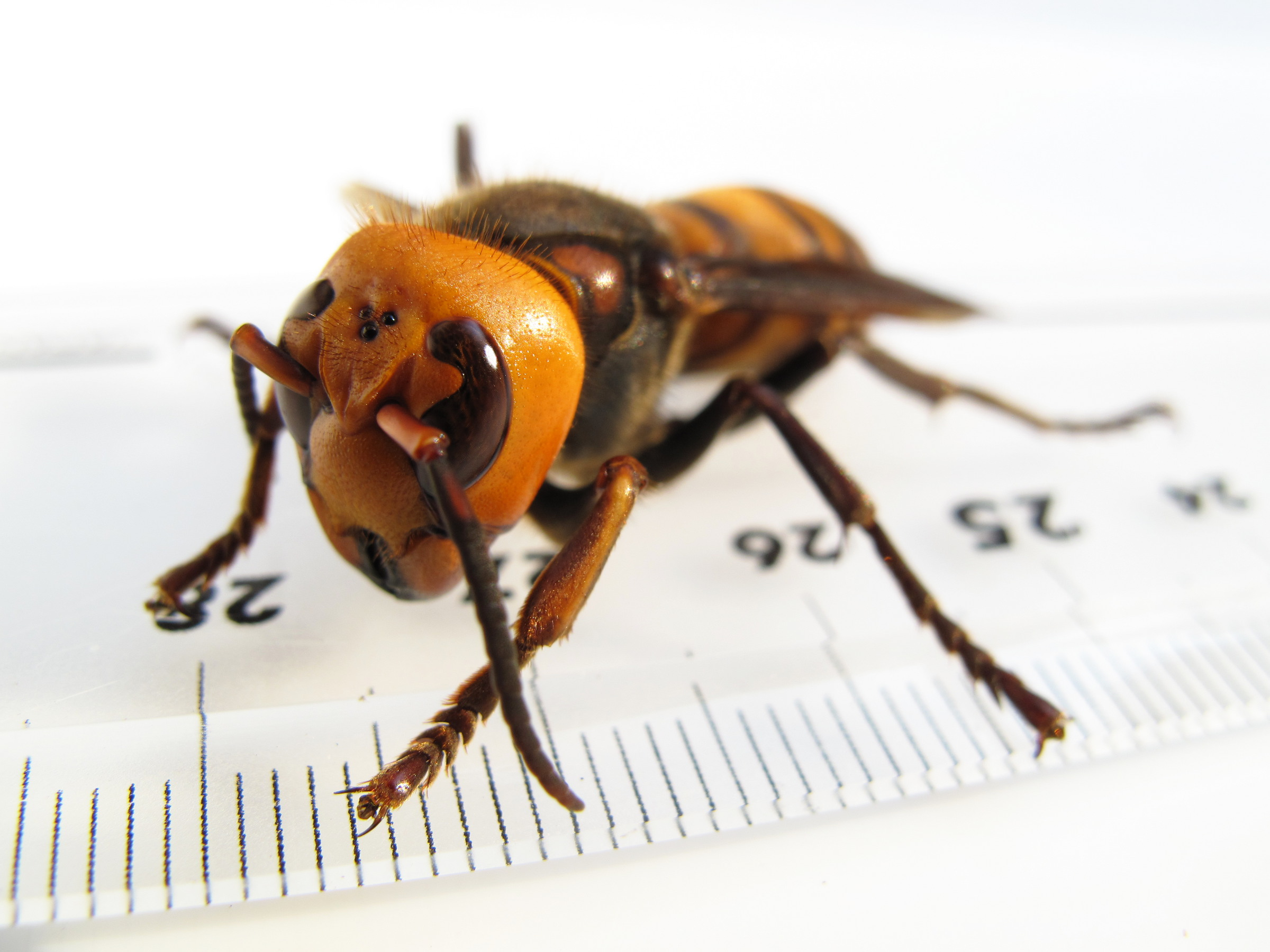
Avispón gigante asiático.

El avispón gigante del norte (Vespa mandarinia), también conocido como avispa gigante asiática o avispón asiático, es una especie de insecto himenóptero de la familia Vespidae. Tiene una longitud de 5 cm y una envergadura alar de 7,5 cm. Es muy corpulento y posee un potente veneno capaz de disolver los tejidos. Es agresivo y, a diferencia de los abejorros, no tolera la cautividad. Además, dispone de unas mandíbulas potentes, armaduras protectoras y uñas tarsales para sujetar a su víctima. Debido a estas características son apodados «avispones asesinos».

## Descripción
Es de color naranja y bastante grande (las reinas pueden medir más de 50 mm, las obreras de 35 a 40 mm) en comparación con otras especies de avispas. Sus ojos compuestos y ocelos son de color azul oscuro a negro; las antenas son de color marrón oscuro con una base anaranjada. El clípeo (placa de escudo en la parte frontal de la cabeza) es de color anaranjado; el lado posterior del clípeo tiene lóbulos redondeados estrechos. Las mandíbulas son grandes y de color naranja con un diente negro usado para escarbar.
El tórax (propodeo) es marrón oscuro, con un amplio escutelo (escama de escudo en el tórax) que tiene una línea medial profunda; la placa detrás del escutelo sobresale y domina el propodeo. Las alas son grises y miden 3.5 a 7.5 cm de envergadura. Las patas delanteras son de color naranja, con tarsos de color marrón oscuro; las otras patas son de color marrón oscuro.
El gáster es de color marrón oscuro con blanco, con bandas amarillas estrechas en los márgenes posteriores del tergo, el sexto segmento es enteramente amarillo. El aguijón mide hasta 10 mm. Es similar en apariencia a la avispa europea (Vespa crabro).

## Ciclo vital de la colonia
V. mandarinia anida en las tierras bajas y bosques, al pie de las sierras. Es una especie dominante que no necesita esfuerzos de conservación. Son comunes en regiones alteradas por los humanos. Hacen nidos subterráneos a diferencia de otras especies del género Vespa. Usan huecos, causados por descomposición de madera de raíces, o los nidos abandonados de roedores, serpientes u otros animales excavadores. La entrada a esos nidos puede tener una profundidad de 2 a 60 cm; luego se extiende en forma horizontal, vertical o en ángulo. Las reinas prefieren cavidades angostas.
Los nidos, típicamente carecen de envoltura. Durante las primeras etapas de formación, tienen forma de un tazón invertido. A medida que el nido crece, se añaden de una a tres capas de celdillas o panales. Un sistema de un pilar principal y pilares secundarios conectan los panales. Pueden llegar a tener de cuatro a siete panales. El más superior es abandonado al final del verano y se lo deja pudrir. El más grande está al medio. El más grande observado medía 49,5 cm por 45,5 cm con 1192 celdillas.
Como en otros insectos sociales el ciclo del nido incluye seis fases.

### Período prenido
Las reinas inseminadas o no inseminadas son las únicas que pasan el invierno. Los machos y obreras del nido anterior han muerto en el otoño. Las primeras emergen a principios o mediados de abril y comienzan a alimentarse de la savia de robles (Quercus). Dominan a avispas presentes de otras especies y tienen prioridad sobre la savia. Hay una jerarquía entre las reinas, las dominantes se alimentan primero mientras las otras esperan en círculo. Solo cuando ésta termina pueden alimentarse las demás según su rango.

### Períodos solitario, cooperativo y poliético
Las reinas inseminadas comienzan a buscar lugares para anidar a finales de abril. Las no inseminadas no buscan nidos ya que sus ovarios no están desarrollados. Siguen alimentándose y desaparecen a principios de julio.
Una reina inseminada comienza a construir celdillas relativamente chicas en las que cría alrededor de 40 obreras pequeñas. Las obreras son estériles. Empiezan a trabajar fuera del nido recién en julio. La reina participa en las tareas fuera del nido hasta mediados de julio; desde entonces permanece dentro del nido y deja que las obreras hagan todas las tareas fuera. A principios de agosto el nido alcanza su desarrollo completo con tres o más panales y alrededor de 500 celdillas. Desde mediados o fines de septiembre no se producen más huevos y  los esfuerzos se concentran en la cría de las larvas. Estas últimas camadas de huevos producen individuos sexuados, machos y futuras reinas. La reina muere a finales de octubre.

### Períodos de disolución e invernación
Los machos y las nuevas reinas asumen sus actividades a mediados de septiembre y a mediados de octubre respectivamente. El color de sus cuerpos se vuelve más intenso y la reina aumenta de peso alrededor del 20%. Una vez que los machos y reinas abandonan el nido, no regresan. Los machos esperan a la salida del nido hasta que las nuevas reinas aparecen. Una vez que las reinas salen volando, los machos las atacan en el aire, arrastrándolas a la tierra donde copulan entre 8 a 45 segundos. Después de esto cada macho regresa a la entrada del nido a la espera de otras reinas, mientras la reina recién apareada se aleja. Muchas reinas resisten estos ataques y no son fertilizadas.  Después, las reinas buscan lugares subterráneos húmedos donde pasar el invierno.
Cuando los individuos sexuados emergen, las obreras dejan de buscar proteínas y buscan solo carbohidratos. Los últimos individuos sexuados pueden morir por falta de alimentación.

## Problemas que ocasiona
En Nagano, Japón, han muerto muchas personas a causa de los avispones. Su veneno es muy potente y su picadura muy dolorosa. Las avispas incursionan en la apicultura. Las abejas oriundas japonesas no elaboran mucha cantidad de miel, así que, en Japón se importan abejas europeas que no han desarrollado defensas contra el avispón gigante.
Cuando el nido está en el cénit, y la población es máxima, las obreras buscan fuentes más grandes de energía. Antes las cazadoras actuaban en solitario, pero ahora no dudan en atacar en grupo. Primero, atacan a su pariente la chaqueta amarilla  (Vespula germanica), cuyo botín supone miles de individuos, y de 3000 a 7000 larvas y crisálidas. Son la mitad de pequeños y no son presa fácil, pero los avispones gigantes son más fuertes y más grandes. Acaban con ellos, y los que quedan huyen abandonando a sus crías. Su forma de comer es trocear a las víctimas y extraer el interior. Pueden consumir 400 larvas de avispón amarillo al día.
Seguidamente, atacan también a la abeja importada europea. El avispón es cinco veces más grande que ella. Las defensoras superan en número a los avispones pero no consiguen salvarse gracias a la fuerza de estos depredadores. En cuestión de horas treinta avispones matan treinta mil abejas. Al igual que con los avispones amarillos, las cortan por la mitad dejándolas moribundas. Los pocos soldados que quedan no son obstáculo para los avispones, así que estos llegan hasta la miel, las crisálidas y las larvas que les sirven de alimento durante semanas.
Los lugareños cerca de Nagano veneran a los espíritus de las víctimas. El sustento de estas personas depende de las abejas y saben que cada otoño la población de abejas se ve amenazada debido a los avispones. Millones de individuos mueren cada año y es por esto que les hacen una ceremonia de respeto y honor.
Estos avispones atacan también a la abeja nativa japonesa, pero estas han desarrollado un sistema increíble para combatir tanto a los avispones amarillos, como a los gigantes. Cuando llega la avanzadilla (el avispón explorador) las abejas le invitan a entrar al nido. Ella avanza para marcarlo con su feromona, porque así es como está visible olorosamente a sus congéneres. Las abejas, entonces, balancean sus abdómenes para comunicarse la estrategia y, de pronto el avispón se ve rodeado por centenares de abejas, las cuales no le pican, sino que empiezan a vibrar aumentando la temperatura colectiva hasta los 47 °C. Las abejas japonesas soportan temperaturas de hasta 48 °C. El límite del avispón es de 46 °C, así que el avispón explorador muere por sofocación. 
La naturaleza, limita el imperio con la llegada del invierno. La reina entra en un estado de gran debilidad. En esta fase pone huevos sin fertilizar, que se convierten en machos que proporcionan esperma. Algunas larvas se desarrollan como reinas. Los machos vuelan para fecundar a otras reinas de otros nidos. Son aceptados sólo a mediodía durante unas horas no obstante sólo uno consigue aparearse. Los machos mueren a los pocos días. Las reinas fertilizadas buscan donde hibernar. La naturaleza y el frío ocasionan la muerte de estos animales, quienes sucumben por inanición.

## Especie invasora en España
Debido a su potencial colonizador y por constituir una amenaza grave para las especies autóctonas, los hábitats o los ecosistemas esta especie ha sido incluida en el Catálogo Español de Especies exóticas Invasoras, aprobado por Real Decreto 6/30/2013, de 2 de agosto.

## Aparición en los Estados Unidos
En mayo de 2020 apicultores y expertos estadounidenses mostraron preocupación por las colmenas de abejas ya que detectaron avispones asiáticos gigantes en el estado de Washington. Según indicó The New York Times, el hombre que dio la voz de alarma de su presencia en Estados Unidos se encontraba en su hogar cuando vio que: "Sus abejas habían sido decapitadas", el apicultor descubrió que el culpable había sido el avispón gigante asiático (Vespa mandarinia). Según el Departamento de Agricultura del Estado de Washington (WSDA), el primer avistamiento verificado de avispones asesinos en América del Norte fue en Blaine, estado de Washington a finales de 2019.

## Peligrosidad para el ser humano
El avispón asiatico (Vespa mandarinia), al igual que el avispon europeo (Vespa crabro) o la avispa asiatica (Vespa velutina), puede inocular su veneno al ser humano. Las 3 especies prefieren la huida antes que el ataque. Generalmente atacan en defensa del nido; en un primer momento, si el nido es agitado o dañado, las avispas salen al exterior y se posan sobre él para observar qué sucede. Si el nido es nuevamente molestado, una o varias avispas combaten al intruso picándole rápidamente, incluso a través de la ropa, y retroceden, posándose otra vez en el nido. Su pauta es defender el nido a toda costa, hasta tal punto que si se le prende fuego, las avispas arriesgan su vida defendiéndolo y pueden llegar a morir.

## Subespecies
Se reconocen las siguientes subespecies:
- Vespa mandarinia bellona
- Vespa mandarinia magnifica
- Vespa mandarinia nobilis
- Vespa mandarinia japonica (actualmente no se considera una subespecie)